# Digital video
Digital video (DV) je specifikacija digitalnega zapisa za video standardne ločljivosti, katerega so leta 1995 sestavili Sony, JVC, Panasonic in ostali proizvajalci video kamer. Do danes je DV postal standard v domači in polprofesionalni video produkciji. Specifikacija, katere uradno ime je IEC 61834 predpisuje pomnilne medije, standarde za prenos podatkov in kodeke. Najbolj razširjen pomnilni medij so digitalne video kasete MiniDV. Kot standard za prenos podatkov je najširše uporabljan vmesnik IEEE 1394. Kasete MiniDV se lahko uporablja tudi za zapis videa visoke ločljivosti v zapisu HDV.
Za zapis DV se uporablja kodek DCT, ki z dodanim zvokom ter renundatnimi podatki za zaznavanje in odpravljanje napak deluje s hitrostjo približno 35.382 Mbit/s. To je pri enaki kakovosti slike bolje od starejšega kodeka MJPEG in je primerljivo s kodekom MPEG-2. Zvok se zapisuje v dveh kanalih pri 16 bitni globini in s frekvenco vzorčenja 48 kHz ali v 4 kanalih pri 12 bitni globini in frekvenco vzorčenja 32 kHz.